# 950-talet

## Händelser
- 950 - Tonganska imperiet expanderar.

## Födda
- 957 – Erik Håkonsson, Norges regent.

## Avlidna
- 950 - Al Farabi
- 954 - Erik Blodyx
- 958 - Gorm den gamle
- 959 - Håkon Adalsteinsfostre, kung av Norge